# Dolores Castillo Díaz
Dolores Castillo Díaz   (Montevideo, 7 de juny de 1920 - 24 de gener de 1991) va ser una docent, periodista i militant sindical uruguaiana.

## Biografia
Va néixer a Montevideo el 1920. El 1939 es va casar amb Francisco Rial, amb qui va tenir tres fills.
Va estudiar a la Universitat de Dones i va ser docent de filosofia a l'educació secundària. En 1949, junt amb un grup de docents, va fundar l'Institut de Professors Artigas (IPA) amb l'objectiu de formar científicament als professors que ensenyaven a la secundària. Més endavant, l'any 1956, va ser docent a l'Institut Alfredo Vázquez Acevedo (IAVA), on va tenir una participació significativa, ja que era l'única dona que ensenyava filosofia. Es va comprometre activament amb el gremi de professors. A més, va ser membre de Zonta, una organització internacional de dones destacades de totes les professions, l'objectiu del qual és millorar les condicions de la dona en l'àmbit laboral.
Va ser una destacada i reconeguda periodista que es va exercir en una activitat que, en la seva època, era pròpia del sexe masculí. Va ser columnista en el suplement femení del diari La Mañana i, entre 1958 i 1983, va treballar al diari El Diario. El 1981 va fundar l'Associació de Dones Periodistes de l'Uruguai (AMPU).
Va morir el gener de 1991.